# Johann Adolph Marschall von Bieberstein
Johann Adolph Marschall von Bieberstein (* um 1670; † um 1735) war ein preußischer Oberst und Chef des Magdeburger Land-Regiments. 

## Leben

### Herkunft und Familie
Johann Adolph war Angehöriger des meißnischen Adelsgeschlechts Marschall von Bieberstein. Seine Eltern waren der kursächsische Rittmeister und Wirkliche Kammerrat, zudem Erbherr auf Ober- und Niederschmon Hans Dietrich Marschall von Bieberstein (1643–1687) und dessen erste Ehefrau Anna Maria von Hartitzsch a. d. H. Friedeburg. Über eine Ehe oder Nachkommen Johann Adolphs ist nichts bekannt.
Er ist nicht zu verwechseln mit seinem Namensvetter, dem Deutschordenskomtur in Dommitzsch Johann Adolph Marschall von Bieberstein († 1738).

### Werdegang
Marschall bestritt eine Offizierslaufbahn in der preußischen Armee. Zum Ausgang des Pfälzischen Erbfolgekrieges geriet er 1697  in Gefangenschaft. Er verglich sich im Jahre 1700 mit dem sächsischen Amtshauptmann zu Neu Zauche Hans Christoph von Löben († nach 1718) wegen des Gutshofs Klein Buckow. Marschall war vor 1735 Inhaber des 1729 aufgestellten Magdeburger Landregiments.